# 푸시백

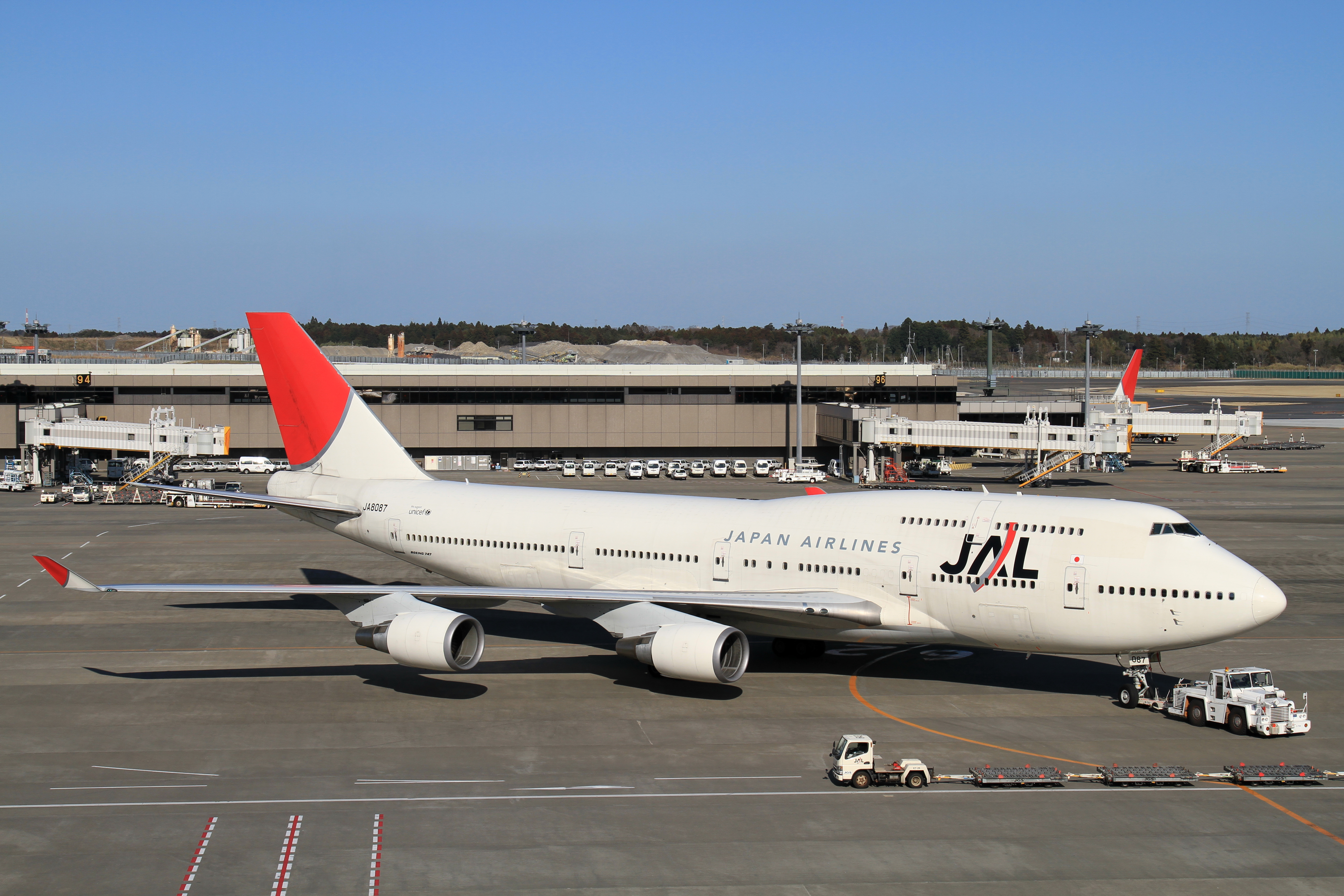
푸시백

푸시백(영어: pushback)은 비행기에 특수 차량을 연결하여 동력에 의해 뒤로 밀어 이동시키는 것을 말한다. 기술적으로는 파워백(Powerback) 방식을 통해 항공기도 뒤로 움직일수 있기는 하나 비용·안전상의 이유로 특별한 상황이 아니면 거의 사용하지 않는다